# 八甲田雪中行軍遭難事件
八甲田雪中行軍遇難事件（日语：／）是一起於1902年（明治35年）1月发生在日本青森县八甲田山的山難事件。山难造成参与本次训练的日军青森第5步兵聯隊210名官兵中的199人遇难（包括6名遇救后不治身亡者）。这次山难不仅是日本冬季軍事訓練史上伤亡最为惨重的事故，也是近代史上最大規模的山難事故。

## 雪中行軍
在1894年爆发的中日甲午戰爭中，日军曾在冬季的严寒地带陷入苦戰。战争结束后，日本将俄国作为假想敌，筹谋將在更为寒冷的地方（如西伯利亞）对俄作戰，因而緊急編排了一系列的冬季訓練使部队适应。
此次雪地行軍参训部队包括：青森第5步兵連隊的210名官兵、弘前第31步兵連隊的37名士兵、1名民間從軍記者。其中，遇難者全部为步兵第5連隊的官兵。

### 训练目的及安排

#### 青森第5步兵聯隊
主要目標為探討如果青森沿海铁路运输因俄军南下进攻被切斷，部隊能否用人拉雪橇代替火車運送物資。
部队预定在1月23日從青森市区出發，經田代、三本木到達八戶。在這段路程當中，最困难的部分是從青森到田代溫泉长约20公里的路程。该部为此制定了从1月23日起，耗费兩日一夜的完成这一路段的演習計畫。第5步兵联队所选择的行進路線，即是現今的青森縣道40號青森田代十和田線。

#### 弘前第31步兵聯隊
主要探讨雪地行軍方法、穿着服装等相關知識，並實地验证部队在過去3年中对冬季雪地行军的研究與準備。该部隊計畫為预计在1月20日从弘前出发，经十和田湖、三本木、田代、青森、浪岡后回到弘前，為耗时長達12天11夜，總距離达224公里的行军训练。
顺带一提，这两支联队完全不知道包括日程在内，对方将要进行的雪地行军训练计划。不过，《东奥日报》在1月17日刊载了关于第31步兵联队将要進行雪地行军训练的消息。

### 训练前準備

#### 弘前第31步兵聯隊
弘前第31步兵联队在本次雪地行军训练开始约1月前的明治34年（1901年）12月20日左右即發布了行軍命令。最终，该部有37名少數精銳志願者和一名來自《東奥日報》的戰地記者参训。领队的福島泰藏大尉在進行事前準備時，以盡可能不攜帶過多隨身物品為原則，並先行以書函請演習沿路的村莊、市政廳準備嚮導、寢具與糧食補給；以及向伐木工人，冬季獵人和農民請益，學習到需避免於嚴寒時期的山上出汗，以及全體人員一律穿著灑過辣椒粉的雪地用草靴，穿上三層襪子並用油紙包裹避免雙腿凍傷等防寒知識，並確實實踐。在行軍時還準備一條粗麻繩繫住所有人，防止人員脫隊。

#### 青森第5聯隊
1902年1月18日，青森第5聯隊的第2大隊的行軍計劃策劃者神成大尉針對後續的行軍先行進行了一次預演。參與預演的人數約為一個中隊的規模（約140名成員，包括20名雪橇隊）的官兵與一台雪橇，並從屯営到小峠之間（單程約9公里）來回；當時天候狀態良好，青森第5聯隊第2大隊順利完成該次預演。基於這次成功的預演，第2大隊大隊長山口少校認為一日來回都營~田代之間是可能的。1月21日，山口少校發出了行軍命令，並決定於23日出發。
正式的行軍隊伍由210人組成，並由14台雪橇拖動一天份的食物（白米、年糕、罐頭食品、鹹菜、清酒）與燃料（薪柴和木炭）和大釜、土工器具等物品，總重約1.2噸。每台雪橇重約80公斤，由四人以上拖動。每位士兵還各自額外攜帶了個人行李，以及預計於午餐食用的便當一餐份、糒（由蒸熟的糯米曝曬於陽光乾燥而製成的餅）一天份、餅兩個（1個50匁＝187.5g)，並且建議使用懷爐。
出發前一天，隨行軍醫針對預防凍傷以及凍傷後應如何處置等重點項目，僅僅告知要多加摩擦手指及雙腳踏步；也就是說軍醫並未提供士兵完善且充分的預防凍傷措施指導。整體而言，青森第5連隊人員的冬季裝備極度不足，且並未請當地居民擔任嚮導工作，只依靠地圖與指北針在雪地裡行進。

## 遇難部隊・青森步兵第5聯隊
遇難的是衛戍於青森的步兵第5聯隊，指揮此部隊的是第2大隊第5中隊長，官階為陸軍歩兵大尉的神成文吉。神成出身於羽後國秋田郡鷹巢村（現為秋田縣北秋田市的一部分），他並非畢業於陸軍士官學校，而是由陸軍教導團晉升為陸軍步兵二等軍曹，並逐步晉升至陸軍步兵大尉，為平民出身。雪中行軍成員以第5連隊的第2大隊為主，但也從第1大隊和第3大隊中挑選了一部分資深伍長參與。
雖然名義上的行軍指揮官是神成大尉，但因為本次行軍有官階為陸軍歩兵少佐的大隊長－－山口鋠一同隨行，且有證言指出山口在行軍的途中掌握了指揮權，身為神成大尉上級長官的山口少佐，被認為是本次事件的最終的責任者。

## 遇難過程

### 第1日（1月23日）

#### 天候惡化
早上6點55分，青森第5連隊從本部出發。到達田茂木野的青森隊收到大規模寒流即將侵襲青森的訊息，村民向山口鋠少佐建議停止此次行軍，而若無論如何也要繼續前進的話務必要聘請當地嚮導帶路，但是山口鋠認為村民只是想賺取錢財而拒絕了此建議；並決定在嚴寒季節僅使用地圖和羅盤針越過八甲田山。
雖然部隊推進到小峠為止時都沒有受到任何困難的阻礙，但雪橇隊的腳程卻已開始漸漸落後，因而決定讓部隊休息並吃中餐。此時天氣狀況開始快速惡化，並開始有暴風雪的前兆，永井軍醫認為繼續行軍會造成大量凍傷者，請求折返回營，等到部隊補齊防寒裝備後再次出發，但是山口少佐認為當天傍晚可以到達田代新湯，決定將部隊繼續往距離大峠6公里的馬立場推進。
16點過後，連隊抵達馬立場，離目標的宿營地點田代新湯還有3公里。但由於降雪量急速增加，後方滿載食物與燃料的雪橇隊已落後前方的大隊2個小時以上，大隊本部下令出動88人前往援助，大隊本部的設營隊則派遣15人充當斥候，先行出發前往田代新湯尋找宿營地。
雪橇隊在17點過後與大隊會合，但此時已經日落而無法繼續前進，連隊因此困在馬立場與田代新湯兩地中間的鳴澤。同時風雪急速增強，視界被遮蔽大半。前方的大隊本部，同樣遇到大風雪與嚴重積雪，開路困難，雪橇也難以前進。
山口鋠決定在馬立場往鳴沢的路段放棄雪橇，將雪橇上的物品改由雪橇隊員背負前進，這個決定對於背負炊事用大釜的隊員造成嚴重的負擔。而前方探路的設營隊也找不到正確路線，並在迷路時陰錯陽差的與大隊會合。後來山口鋠決定派遣水野中尉等三人探路，結果三人也無法找到路線。

#### 第一營地
20點15分，山口鋠決定將距離田代1.5公里的平澤森林定為第一營地，並在雪地上就地露營。每個小隊開始挖掘5個寬2公尺、長5公尺、深2.5公尺，約6張榻榻米大的雪壕，每個壕可容納40人進入。但因連隊並沒有受過雪地野營的訓練，雪壕內沒有覆蓋物或稻草鋪底，因此保溫性很差，根本無法坐下休息。
雪橇組員與炊事班於21點開始進行炊事，但因為積雪相當深厚，即使向下挖掘了8尺（約2.4公尺）也無法看到土地表面，在別無選擇的情況下只能在雪上直接開始進行炊事，且還需要先行用火融雪準備炊煮所需的水；但因為在雪地上木柴容易受潮難以生火；而即使生火成功，雪一旦受熱融化，煤炭與木柴就會下沉，放置其上的大鍋也會受影響而歪斜，種種因素的相互影響下嚴重阻礙了炊事的進行。
23點，雪壕完成後，連隊到附近砍柴作為雪壕底部的墊材與燃料，因只有準備開山刀，而且必須脫手套砍柴，導致許多人因此手指凍傷。

### 第2日（1月24日）

#### 決定歸營
1月24日凌晨1點左右，終於配給了每人一人份米心仍然堅硬的生米飯。 並使用炊煮完米飯後的大鍋加熱了清酒並分配給大家，但是酒帶有一種奇怪的異臭而無法飲用。士兵靠在壕溝的側壁上小睡了一會，但此時氣溫已達到零下20°C甚至更低，部隊處於若睡著有可能會被凍傷的狀態，而被命令唱軍歌並原地踏步以祛寒。士兵在這種狀態下最長只能睡眠約一個半小時左右。原訂於凌晨5點出發，但許多士兵抱怨天氣寒冷，有凍傷的危險，大約凌晨2點，發現事態嚴重的山口鋠和其他軍官進行討論之後，認為行軍的目的已經達到因此決定返回營區，部隊在凌晨2點30分拔營啟程。但是出發後僅1小時，連隊再次迷路，進入了鳴澤的溪谷地區。之後再次折回露營地，又再次迷路，因指南針也因嚴寒與水氣而凍結無法使用，只能等到天亮後行動。

#### 遭難
部隊的目標是返回馬立場，但在凌晨3點30分左右，部隊因迷途而走到鳴沢附近的一處斷崖深谷無法繼續前行，不得已而返回先前的露營地，但此時佐藤特務曹長向山口鋠少佐報告表示「知道前往田代新湯的道路」。山口鋠少佐聽到之後，便在未經查證路線是否正確的情況下，輕率且獨斷的命令佐藤特務曹長帶路繼續前往田代新湯。但隨後佐藤卻也走錯了方向，沿著河流向下游走到了駒込川的主流，但田代新湯實際方向應為駒込川的上游方向。至此每個人都已精疲力盡，隊形開始潰散，也無法聽從指揮保持隊伍整齊。此時山口雖已意識到佐藤帶領的路線有誤，但來時路跡已被暴風雪掩蓋，部隊就此陷入了遇難狀態。

#### 登崖
在不得已的情況下部隊被迫爬上懸崖，但有些人因體力不足無法跟著爬上去，漸漸的開始有人脫隊。而當部隊穿越駒込川涉水而過時，第4小隊的水野忠宜中尉（華族、紀伊新宮藩藩主水野忠幹的長男）倒下並凍死，士兵們因此士氣更為低落。

#### 徘徊
部隊雖終於爬到懸崖上的高地，但卻毫無遮蔽的暴露在猛烈的暴風雪中。部隊雖訂定於鳴澤上游山坳處避風，但卻也只是讓部隊在高地消極地四處移動尋找安全的地方。據「遭難始末」一書的記載，當天的風速約為每秒29公尺（約為11級風），氣溫為零下20~零下25℃，山谷的降雪深度達到6~9公尺。導致將近四分之一的士兵在此期間凍死或脫隊。 而僅剩幾位負責搬運部隊物資的官兵，也都棄置了行李。

#### 第2露營地
連隊當天雖移動了14.5小時，但離第一天紮營地的直線距離僅差700公尺左右，這個地方後來被稱呼為鳴澤第二露營地。由於軍官因為暴風雪已經無法完整掌控部隊，攜帶挖掘雪壕器具的士兵已全員落隊行蹤不明，部隊實際上就如露營的字面意義一般，完全毫無遮蔽的露天就地扎營；士兵們的糧食只剩下出發時各自攜帶於身上尚未吃完的年糕及罐頭，但由於氣溫已極度寒冷，糧食幾乎處於冰凍狀態而無法食用。
在此狀態下連隊已經沒有掘開深雪的體力，只能勉強用兩腳踏開軟雪，各隊起立組成二重到三重的圓圈，以凍傷最重者在中心，以一邊踏步一邊唱歌並相互摩擦的方式勉強維持意識清醒，並以此驅走睏倦及飢餓感；而暴風雪加上低溫，體感溫度接近零下50°C，部隊從凌晨出發之後就幾乎處於不眠不休且幾乎沒有任何進食的狀態，不少人因而就此倒下，被暴風雪掩埋。而第二露營地也是最多人員傷亡之處。至當日晚上9點時點名得知已有三分之一的人員死亡，三分之一嚴重凍傷，只有三分之一還算健康。
而同日6點30分起床的弘前隊雖同樣也碰到惡劣天候，但是依靠繫上麻繩避免人員脫隊，完全跟隨嚮導的足跡，隊伍還可以保持一定的固定路線。10點，弘前隊通過標高930公尺的犬吠山口，18點30分到達戶來。

### 第3日（1月25日）

#### 彷徨
半夜3點，青森隊出發，結果再次迷路，最後走上一座四周都是斷崖絕壁的山丘，神成大尉在此留下了「上天看來要放棄我們了」的絕望之言。
根據事後的推測，鳴澤溪谷地帶積雪大約6-9公尺深，溫度將近零下20度，外加低氣壓帶來的強風，風速高達每秒29公尺（山區風速每秒增加一公尺，體感溫度大約下降一度，因此連隊隊員面對的酷寒實際上將近零下40度）。

#### 斥候隊
7點後，風雪略為減弱，神成大尉與倉石大尉募集12名志願者一同前往田茂木野尋求村民的救援，並且報告連隊本部。
10點30分，志願者回報找到路線，於是全體人員立刻行動，在15點通過馬立場。當天到達新的紮營地時，僅有71人確認生存，當夜風雪再度增強，尚存者的意識幾乎都非常模糊，死者繼續增加。

#### 合流、第3露營
大約在晚上11點，倉石大尉一行出發搜尋山口隊，並在午夜12點左右成功會合，返回第三露營地。在露營地，隊員們互相大聲呼喊，通過互相拍打來防止昏睡，並燒毀凍死者的背包來抵禦寒冷，但仍有許多人凍死。
需要指出的是，這一天及隨後1月26日的記錄在資料和證人證詞中有所不同，究竟是記憶錯誤還是不同的觀點尚不明確。倉石大尉的證詞表示，他實際上是與先行的神成大尉一行走失，而非與山口少佐失散。他們於25日深夜至26日凌晨1點出發，試圖會合，但在當天並未成功，而是到27日才與神成等人再次相遇，經協商後決定分為兩路行動。
另外，根據後藤伍長的證詞，山口少佐在25日去世，到當天晚上存活者有71名，但未能確定是向田代前進還是返回田茂木野，導致各自隨意行動。在此期間，倉石大尉選擇朝田代方向獨自行動，先導的水野中尉也因雪地陷落而凍死，造成更多的凍死者出現。（山口的死亡被認為是誤認，而水野的死亡通常認為是發生在24日。）

#### 青森營區
在青森方面，由於天氣比前一天好轉，古閑中尉帶領著40名士兵在幸畑煮粥等待行軍隊伍返回。一部分士兵則在田茂木野村的南端點燃篝火，等待到夜晚。然而，直到半夜仍未等到行軍隊伍的到來，駐屯部隊推測他們可能已經通過三本木一帶，於是向三本木的警察發出電報，但仍未能確認行蹤，最終決定翌日將派遣救援隊。

### 第4日（1月26日）
1月26日，根據『遭難始末』的記載，神成與倉石兩位大尉與相對較為健康的十幾名士兵商議後，推測從當前位置到田茂木野大約有8公里，決定等到天亮再出發。凌晨1點左右，召集官兵後，人數約為30人。在前一天的露營中，山口少佐再次出現意識障礙，由士兵背著行軍。雖然神成和倉石確定在前方帶隊，但其他人無論隸屬或階級，都混亂參雜的在後跟隨。神成和倉石一邊帶領隊伍前行，一邊進行前方高地的偵察。
前一晚，後藤伍長與其他4、5人在露營時，由於飢餓和寒冷而陷入昏迷，但幸而並未凍死，在26日早上醒來。當時天氣晴朗無雪，但周圍一片空蕩，只有零星的軍士散布各處，試圖尋找歸路。後來，他登上高地，遇到了神成大尉和鈴木少尉等人，從此一起行動。當天的天氣是晴時偶下雪。
隊伍在傍晚前抵達了中之森與賽之河原之間的某處（具體位置不明），並進行了第四次露營。平常從中之森到賽之河原步行只需兩個小時，但是由於極度的飢餓和疲憊，這次卻耗費了一整天。

#### 救援隊的搜索行動
當天，村上一等軍醫、三神少尉和60名下士兵組成的救援隊從駐營地出發。他們在途中雇用村民作為嚮導，展開到大峠的搜索行動。然而，由於尋找嚮導耽誤了時間，出發較晚，加上當日氣溫低至零下14℃，風雪惡劣，最終在嚮導和軍醫的建議下，決定終止搜索，返回田茂木野。

### 第5日（1月27日）
1月27日，倖存的隊伍經過討論後，決定分為兩隊行動。一隊由神成大尉率領幾名隊員，向左手邊的田茂木野方向前進，目標是返回青森；另一隊由倉石大尉（其中包含山口少佐）率領，約20名隊員沿著右手邊的駒込澤向青森前進。根據「遭難始末」一書的記載，分隊的日期為26日，但根據倉石的證詞，實際日期應為27日。
倉石隊沿著駒込川前進，但途中在青岩附近受困於懸崖，無法繼續前進也無法退回。他們試圖在日落後依靠崖壁度過夜晚，此時見習士官今泉三太郎帶著一名下士兵，表示要去向連隊報告，隨即脫下衣服，無視倉石的制止，跳入河中。倉石後來說今泉 "沿著河流下去了"，但根據其他倖存者的證詞，今泉確實跳入了河裡，並於3月9日發現漂流至下游他的屍體。
神成隊雖然前進方向相對正確，但遭遇了猛烈的暴風雪，隊伍出現大量落隊者，最終只剩下4人。隨後，鈴木少尉表示要去高地偵查，離開了隊伍，但再也沒有回來。後來，及川篤三郎病危無法得到救治，最終不幸去世。最終，神成也倒下了。1月27日清晨，神成命令後藤：「去田茂木野，雇用當地居民，並請求他們通知連隊。」後藤在意識模糊的狀態下，為了傳遞緊急消息，獨自前往田茂木野。

#### 救援隊繼續捜索與發現後藤伍長
救援隊重新展開了搜索行動，前往田代，希望與行軍隊伍接觸。他們說服了不情願的嚮導一起出發，大約在上午10點半左右，由三神少尉率領的小隊在大滝平附近發現了站在雪中的後藤房之助伍長。後藤回憶當時的情況時說：「當時無法詳細知道距離等情況，只是在夢幻般的狀態下前進，最後被救援隊救助。」也是一直到這個時候，雪中行軍隊伍的遇難狀況才被確認。
關於發現後藤時的情況，有多種說法。
- 根據1月29日的《東奧日報》報導，救援隊遠遠看到類似人影的東西移動了一兩步，便靠近查看，發現後藤伍長直立不動，只有眼睛瞪大地轉動。直到救援隊大聲呼喚，後藤才意識到有人接近，並開口說話。

- 根據1月30日的《東奧日報》號外，後藤發現救援隊後大聲呼喊，隨即因放鬆警惕而倒地。這一說法是否與29日的報導連續，並不清楚。

- 而根據同年7月23日出版的「遭難始末」記載，後藤站立時雙眼睜開，處於瀕死的僵硬狀態，救援隊靠近後對他進行了急救，約10分鐘後他恢復了意識。這一說法後來廣為流傳，描述他像哨兵一樣站立。後來，為了紀念這一事件，在當地還建立了後藤的銅像。

#### 發現神成大尉等人的遺體
後藤伍長恢復意識後，提到了「神成大尉」，於是救援隊開始在附近搜索，最後在約100公尺外發現了神成。當時，神成未戴帽子或手套，身體埋在雪中至頸部，全身已經凍結。軍醫試圖在他的手臂上注射藥劑，但因皮膚已凍僵，針頭直接折斷。無奈之下，他們只得強行打開神成的嘴，將針刺入口腔內。神成似乎想說些什麼，但最終未能生還，當場去世。在神成遺體的附近，他們還發現了及川篤三郎的遺體。然而，由於當時無法運送兩具遺體，救援隊在遺體旁做了標記，準備日後再行收容。最終，他們成功救助了後藤伍長和另一名因嚴重凍傷倒下的救援隊員，並帶著兩名倖存者回到了田茂木野。

#### 向本部報告
下午7時40分，三神少尉匆忙趕到連隊長官邸，報告了在大滝平發現後藤伍長的消息，並補充說雪中行軍隊伍可能「全滅」。他還報告，經過兩小時的搜索，參加救援的60多名隊員中，約有一半因凍傷無法行動，並且有1人因重度凍傷而倒地。原本以為行軍隊已經抵達田代的青森步兵第5連隊長津川謙光中佐聽到這一消息後，臉色瞬間變得蒼白。

### 第6日（1月28日）
1月28日，倉石隊中的佐藤特務曹長突然發狂，帶領幾名下士兵跳入河中，最終被岩石卡住並凍死。倉石帶領幾名士兵進入懸崖上的洞穴，而山口少佐和幾名士兵則停留在河岸的地方。相對來說，倉石所在的地方環境較為有利，因此他勸說山口前往崖洞避難，但山口拒絕，說道：「我就死在這裡吧。」山口的飲水由相對能行動的一等兵山本德次郎負責。

#### 弘前隊的通過
同日早晨，從八甲田山另一方向行軍的弘前隊，離開了田代附近的露營地，經由鳴澤和大峠，目標是到達田茂木野。有人認為在這次行軍中，弘前隊曾經通過青森隊的遇難地，並看到了遇難者。

### 第7日（1月29日）
救援隊成功收容了神成大尉和及川伍長的遺體，同時各哨所也已經建設完成。

#### 弘前隊到達青森
凌晨2點過後，弘前隊經過前一天的日夜強行軍，最終抵達田茂木野。該隊伍在當地民居用餐後，於凌晨4點20分再次出發，並於上午7點20分抵達青森車站前。

### 第8日（1月30日）
一等兵後藤惣助與倉石大尉等人匯合。同日，救援隊在賽之河原發現了中野中尉等36名遇難者的遺體。這個地點正是倉石大尉等人沿著駒込川溪谷下行的路線。據說「賽之河原」這個地名源自於過去也曾有許多村民在此凍死的悲劇。

### 第9日（1月31日）
早上9點左右，一名參加搜救工作的工人在鳴澤附近偶然發現了一個製炭小屋。當時，這名工人正出於好奇心追趕一隻突然跳出的兔子，結果意外發現了這座小屋。感覺到裡面有人，他打開門，發現了兩名倖存者：三浦武雄伍長和阿部卯吉一等兵。他們還發現了另一具遺體，據說該人在早晨仍有生命跡象。軍醫詢問三浦和阿部，他們表示記得25日早上離開露營地的情況，但之後的事情完全沒有印象，只記得後來衝進了小屋。在小屋周邊，救援隊還發現了16具遺體。當時田村少佐向陸軍省發了一份「生還者12人」的電報，但很快更正為「生還士兵2人，遺體10具」。但是，三浦後來於3月14日在住院期間去世。
在鳴澤地區，救援隊還發現了水野忠宜中尉以下33人的遺體，並在大滝平附近找到了鈴木少尉的遺體。《萬朝報》1902年2月6日的一篇文章中提到，一位軍官在發現鈴木少尉的遺體時表示：「這具遺體死亡未超過二十小時。如果搜救行動能早一天進行，就能挽救他的生命。」這反映了對當時救援行動緩慢的深切遺憾。

#### 發現倉石大尉等人
上午9點左右，倉石大尉等人開始攀登懸崖。下午3點左右，當他們攀爬了約250米後，倉石大尉、伊藤中尉等4人被救援隊發現。此次共救出了9名生還者，但高橋房治伍長和紺野市次郎二等兵在救援後不久去世。同時獲救的山口少佐則於2月2日在入院期間，因心臟麻痺與呼吸困難而死亡。

#### 弘前隊回營
當日，弘前隊返回了位於弘前市郊外的連隊營區，完成了雪中行軍的所有行程。

### 第10日（2月1日）
在賽之河原附近，救援隊發現了數具遺體；而在按之木森到中之森之間的區域，則發現了十多具遺體。

### 第11日（2月2日）
搜救隊在平澤附近發現的一座炭小屋中，找到了長谷川特務曹長、阿部壽松一等兵、佐佐木正教二等兵、小野寺佐平二等兵4名倖存者。然而，佐佐木和小野寺在被救出後不久便去世。最初，該小屋中共有8名倖存者，其中3名較為健康的成員曾嘗試前往屯營，但途中全數凍死。此外，永井軍醫聽見附近傳來求救聲後出門，從此再也沒有回來。
下午3點左右，最後一名倖存者村松伍長在田代元湯附近的小屋中被發現，身邊還有古館要吉一等兵的遺體。村松因嚴重凍傷而四肢截肢，且一度病危，但最終成功康復。據村松回憶，25日早上遭遇事故時，他與古館等人失散，錯誤的選擇了青森的方向。26日下午，他們找到了這間小屋。雖然屋內堆滿了茅草，但由於沒有火柴，無法生火取暖，導致古館於次日死亡。村松靠喝附近溫泉的水勉強維持生命，但自1月30日後便無法行走，只能躺著靠吃雪來度日。

## 生還者
最終生還者包含倉石一大尉（山形）、伊藤格明中尉（山形）、長谷川貞三特務曹長（秋田）、後藤房之助伍長（宮城）、小原忠三郎伍長（岩手）、及川平助伍長（岩手）、村松文哉伍長（宮城）、阿部卯吉一等兵（岩手）、後藤惣助一等兵（岩手）、山本徳次郎一等兵（青森）、阿部寿松一等兵（岩手）共11人。
山口少佐，三浦武雄伍長、高橋房治伍長、紺野市次郎二等兵、佐佐木二等兵、小野寺二等兵等六人之後於醫院過世。
除了倉石大尉、伊藤中尉、長谷川特務曹長以外、其他人都因嚴重凍傷而必須截肢。比較輕傷的及川切除了跟腱和三根手指，山本則截去了左腳。其餘大部分人都被截去四肢（部分僅截去雙腿及手指）。
生還者中狀況最好的倉石大尉後續參與了日俄戰爭，1905年1月27日於黑溝台會戰時陣亡，伊藤中尉，長谷川特務曹長則身受重傷。

### 山口鋠少佐的死因
2月2日死亡的山口少佐，官方公布的死因為心臟麻痺，也有山口少佐生前心臟就不好的證言。另外也有著為了將所有的責任推卸給山口少佐而被軍部暗殺的陰謀論，另外也有使用手槍自殺的說法。
軍部暗殺說則是來自於山口臨終前為他看護的山形衛戍醫院的支援軍醫中原貞衛。中原軍醫在幾年後離奇死亡，這也引發了有關軍方暗殺的猜測。然而，弘前大學醫學部麻醉科的松木明知教授的研究結果推翻了手槍自殺說，因為凍傷的手指無法操作扳機（主張的死因為氯仿劇藥所造成的休克死亡）比起暗殺說，因為氯仿使用不當造成休克死亡的醫療過失論是更加合理的推測。
山口是在1月31日傍晚獲救，並於2月1日晚間入院。當時的病歷記載他膝蓋以下、手肘以下均為重度凍傷，手指腫脹，最後在2月2日晚上8點半去世，從入院到死亡僅過了一天。當時東京到青森之間的直通列車需23小時，沒有電話設施，僅能通過電報傳遞緊急訊息。而根據當時的電報記錄，並沒有任何暗示陸軍高層涉及謀殺的文字。
因此，根據松木明知教授的分析，「軍方高層暗殺山口少佐」的說法幾乎沒有可能性，時間上無法達成這樣的陰謀。若死因真是氯仿，則可能是治療失誤，但也有其他救出後死於心臟麻痺的案例。

## 救助活動
由於山區的遺體搜索困難，附近的部隊全體出動，包括第5連隊、31連隊、砲兵第8連隊與工兵人員。到了2月中甚至從北海道請來愛奴人，並且請函館要塞司令官提供人力支援。
最後一人的遺體在5月28日被發現。

## 事件分析
遇難的原因有多種說法，但是沒有定論。以下列舉一些常見的說法。

### 失溫症
許多批評指責這是帶隊指揮官或軍官的判斷失誤，並質疑他們的專業素質。然而，這些批評可能未將失溫症納入考量。失溫症的典型症狀包括喪失判斷力、思考停止和錯亂。神成大尉的「上天似乎已經拋棄我們了」這句話便是失溫症影響下的典型表現。
經過數日的無眠狀態、無法進食，以及在猛烈暴風雪中的極寒環境下徘徊，推測全體隊員無一例外的陷入了失溫症的狀態。根據生還者小原忠三郎伍長的證詞，在行軍過程中曾經出現幻覺與幻聽，這是重度失溫症患者常見的症狀之一。

### 天候狀況
行軍當時，罕見的西伯利亞冷氣團籠罩了整個日本列島，各地都記錄下了日本觀測史上的最低氣溫。青森的氣溫比往年低了約8℃到10℃，根據青森測候所的記錄，1月24日的最低氣溫為零下12.3℃，最高氣溫為零下8℃，最大風速為14.3公尺/秒。而山區的氣象條件比這些數據還要更為嚴苛。行軍隊伍在山中遇難時的具體氣溫無法確定，因為負責觀測天氣的看護兵未能留下記錄便已死亡，但推測當時的氣溫應該低於零下20℃。

### 人員裝備
行軍時的人員裝備，特務曹長（準士官）以上的裝備包括：「一件毛線外套」、「毛線軍帽」、「法蘭絨材質的冬季軍服」、「一雙軍用手套」、「長筒軍靴」、「長筒型雪靴」。至於下士兵的裝備則是：「兩件重疊穿的毛線外套」、「毛氈材質的普通軍帽」、「小倉布料的普通軍服」、「一雙軍用手套」、「短筒軍靴」。與現代雪地裝備相比，當時的裝備難以稱得上能充分應對冬季登山的防寒需求，尤其是下士兵的防寒裝備，僅僅是給予兩件毛線外套重疊穿著，顯得更加不足。
然而，當年並沒有比「法蘭絨」、「小倉布料」以及毛線等羊毛或呢料更好的防寒衣料材質。所以問題並非出在裝備本身，而是在運用方法上有缺失，例如未能及時更換濕透的衣物。
據說倉石大尉因擁有橡膠靴而避免了凍傷，但這雙靴子是他在正月前往東京時，偶然購買作為紀念品的。在當時的日本，橡膠靴僅被視為時尚鞋款，倉石在行軍時穿上這雙靴子，純屬偶然。

### 指揮系統混亂
電影《八甲田山》中，大隊長山口少佐被描繪成一位魯莽的上司，並暗示青森步兵第5連隊的組織問題是導致事件發生的原因之一。此外，在新田次郎的小說《八甲田山-死之徬徨》中，提及軍隊高層進行寒地的人體實驗。然而，這些描寫都是電影和小說中的演出和創作，並沒有確切的史料根據。
關於大隊本部擅自跟隨的說法，這也是電影《八甲田山》與新田次郎的小說《八甲田山-死之徬徨》中的虛構部分。實際上，大隊本部參與行軍是常規操作。
神成大尉是負責實施雪中行軍演習的中隊長，但實際的指揮官是大隊長山口少佐。然而，兩人之間在某些決策似有不一致之處。

### 準備不足
神成大尉是在雪中行軍實施的大約三週前，才被任命為部隊的中隊長，以取代因為要陪伴妻子分娩而被解任前中隊長。因此神成是在毫無預備知識的情況下，進入了雪中行軍的準備階段。而且，至少在神成晉升為軍官後，並沒有參加過雪中行軍的記錄。行前準備時，他只安排了一次由新兵組成小隊，當天來回小峠的行軍預演。而後來參加正式雪中行軍的人員中，沒有一人參加過那次的預演。更何況，預演行軍是在晴天進行的，以致未能發現在嚴寒中登山和雪中行動的風險。此外，傳聞那次行軍像是一次雪中遠足，許多人將雪中行軍視為與徒步旅行同等的活動。第5連隊在出發前一天還舉行了壯行會，宴會持續到深夜，這也顯示出他們對「艱苦行軍」的認識並不充分。
參加雪中行軍的人員大都來自岩手縣、宮城縣等地區的農家，他們缺乏應付八甲田當地嚴冬時期的防寒知識（八甲田地區的雪被稱為棉雪，介於乾雪和濕雪之間，與岩手或宮城的濕雪性質不同）。生還者小原伍長證言說，沒有人準備備用的手套和襪子，裝備淋濕後無法更換，逐漸開始凍結，奪走了他們的體溫與體力。小原後來回憶說：「如果當時有多帶一副軍用手套或軍用襪子，我可能不會失去腳和手指，至少一半的士兵也可能會倖免於難。」
此外，當兵士們在夜間露營地時，因為害怕凍傷，沒有等到天亮就啟程出發。導致部隊在黑夜中迷路，並在鳴澤附近徘徊繞圈，結果耗盡了許多士兵的體力，最終造成了大量人員遇難。

### 階級別存活率
| 階級             | 参加人數 | 存活人數 | 存活率 |
| ---------------- | -------- | -------- | ------ |
| 軍官（含軍醫）   | 11       | 2        | 18.2%  |
| 見習士官         | 2        | 0        | 0%     |
| 准士官           | 4        | 1        | 25%    |
| 下士（含看護長） | 45       | 4        | 8.9%   |
| 士兵（含看護兵） | 148      | 4        | 2.7%   |
| 合計             | 210      | 11       | 5.2%   |

## 事件後的發展
- 當時擔任陸軍大臣的寺內正毅，於1907年（明治40年）透過來自全國官兵的募款，由大熊氏廣製作雪中行軍遇難紀念像。後藤伍長被選為銅像的模特兒，是因為他執行了神成大尉的命令，冒著生命危險前往田茂木野報告情況，這一行動得到了認可。銅像建立的地點位於可俯瞰青森灣的馬立場附近，位於第二露營地（1月24日）與第三露營地（1月25日）之間。據說當時的連隊長告訴後藤：「好好看看」，但後藤因為害羞，幾乎不敢正視銅像。值得一提的是，後藤伍長被發現的地點比銅像所在位置更靠近青森幾公里。此外，後藤不太喜歡談及這場災難，但他與同為生還者的村松伍長關係密切。

- 當時，聽聞八甲田山雪中行軍遇難事件的挪威國王霍康七世，於1909年（明治42年）將兩副滑雪板贈送給明治天皇以表慰問。1910年（明治43年），在陸軍的請求下，奧匈帝國的雷爾希少校作為交換軍官來日，開始教授滑雪技術。雷爾希少校於1912年（明治45年）前後，在新潟縣高田第58連隊及北海道旭川第7師團教授滑雪，同期挪威式滑雪法被引入北海道，使滑雪成為日本雪地移動的重要技能。

- 1971年（昭和46年），作家新田次郎將此事件改編為小說《八甲田山-死之徬徨》。1977年（昭和52年），改編自該小說的電影《八甲田山》上映，使這一事件廣為人知。在新田次郎的小說終章裡，提到事件後陸軍與國家對遺屬的補償，以及國家發放的撫卹金，並誤傳這些遇難者被視同戰死者合祀於靖國神社。這一錯誤說法長期流傳，但後來經證實為誤報。

- 在所有生還者中，最後一位去世的是小原忠三郎伍長。他在事件中失去了雙足及手指，但活到了91歲，於1970年（昭和45年）2月5日去世。1964年（昭和39年）12月，陸上自衛隊的渡邊一等陸尉曾造訪國立箱根療養所，進行有關遭難事件的調查。1968年（昭和43年）8月，小笠原孤酒也對小原進行了訪談，藉由小原的證詞，更多的事件細節得以釐清。

- 2011年3月11日東日本大震災後，陸上自衛隊衛生學校（東京都世田谷區）史料室中的展品在震災中損毀。2012年6月，救援人員發現了包含後藤房之助伍長在內的5名救出的隊員在手術前的照片，這些照片此前並不為人所知。

- 2012年4月12日，當年弘前步兵第31連隊的福島泰蔵大尉所撰寫的報告書、手記、論文和信件等共241件，捐贈給陸上自衛隊幹部候補生學校。這些資料原本由福島的親屬保存在家中，並曾於2004年日俄戰爭100週年之際考慮公開 。

## 以此事為題材的作品
作家新田次郎在1971年將此故事改編為小說《八甲田山-死之徬徨》，森谷司郎在1977年改編為電影，但是小說與電影的劇情與原來相比都有所改變。

## 參閲
- 八甲田山
- 渡部温
- 雪之进军
- 福島泰藏（日语：福島泰蔵）
- 陸軍教導團（日语：陸軍教導団）
- 陸軍教導學校（日语：陸軍教導学校）
- 沼津兵學校（日语：沼津兵学校）
- 陸上自衛隊幹部候補生學校（日语：陸上自衛隊幹部候補生学校）

## 外部連結
- 八甲田山雪中行軍遭難資料館 （页面存档备份，存于）
- da Silva, Joaquín. . EigaNove. 29 April 2016  [2021-02-28]. （原始内容存档于2020-01-14）.
- YouTube上的日本最慘雪中集訓，210人進山，最後只有11人存活